# Санґушко Януш Олександр
Я́нуш Олекса́ндр Санґушко — князь гербу Погоня (3 травня 1712, Любартів  — 14 вересня 1775, Дубно) — 7-й Острозький ординат, маршалок надвірний литовський (1750—1760), мечник великий литовський від 1735 року.
Син Павла Карла Санґушка і Маріанни Любомирської.
Обирався послом на сейми. Кавалер Ордену Білого Орла (нагороджений 11 серпня 1736 року в Дрездені). Був нагороджений баварським Орденом Святого Губерта. Протягом 1750-1753 років обіймав посаду кременецького старости.
Фундатор монастиря оо. Капуцинів в Старокостянтинові.
Гультяй і пияк, більшість часу мешкав у Дубенському замку. Як і належить острозькому ординату утримував чисельне військо. Однак згідно з реєстром 1759 року в Дубенському замку знаходився 161 вояк, замість належних 270-ти.
Головний винуватець і герой Кольбушівської транзакції (1753) внаслідок якої, за підмовою Августа Чорторийського, була розділена Острозька ординація. Поділ ординації призвів до підсилення магнатської групи «Фамілія», а внаслідок цього до потужного конфлікту з королівським двором. Таким чином, Януш Олександр Санґушко зберіг за собою прижиттєве право власності на усі маєтки Острозької ординації, а фактично, після поділу ординації, у власності родини Санґушків залишилася тільки Заславщина, що до ординації не входила і графство Тарнівське з містами Заславом, Славутою, Тарновом і Любартовим.
Мав за дружину Констанцію Денгофф.
Помер бездітним в Дубенському замку. Прощання з князем відбулося в Бернардинському монастирі в Заславі. Тіло покладене до родинної усипальниці в фарному костелі святого Івана Хрестителя в Заславі.

## Особисте життя
Януш Олександр Санґушко вважається один з небагатьох відомих гомосексуалів у ранній історії Польщі. 1731 року він одружився з Констанцією Денгофф, проте покинув її за кілька тижнів, а після смерті батька в 1751 році подав на анулювання шлюбу, чого, однак, не сталося.
Януш Олександр Санґушко підтримував контакти з чоловіками. У нього був роман з власним секретарем Казимиром Хилінським, який закінчився 1748 року втручанням його батька, і Хилінського було кинуто до в'язниці за звинуваченням у шахрайстві. Іншому коханцю, Каролю Шидловському, він подарував місто Козьмін та сімнадцять сіл. Через батькові погрози він обмежував ці контакти і не хизувався ними, але після смерті батька повернувся до колишнього, відкритого життя з численними фаворитами.

## Цікаві факти

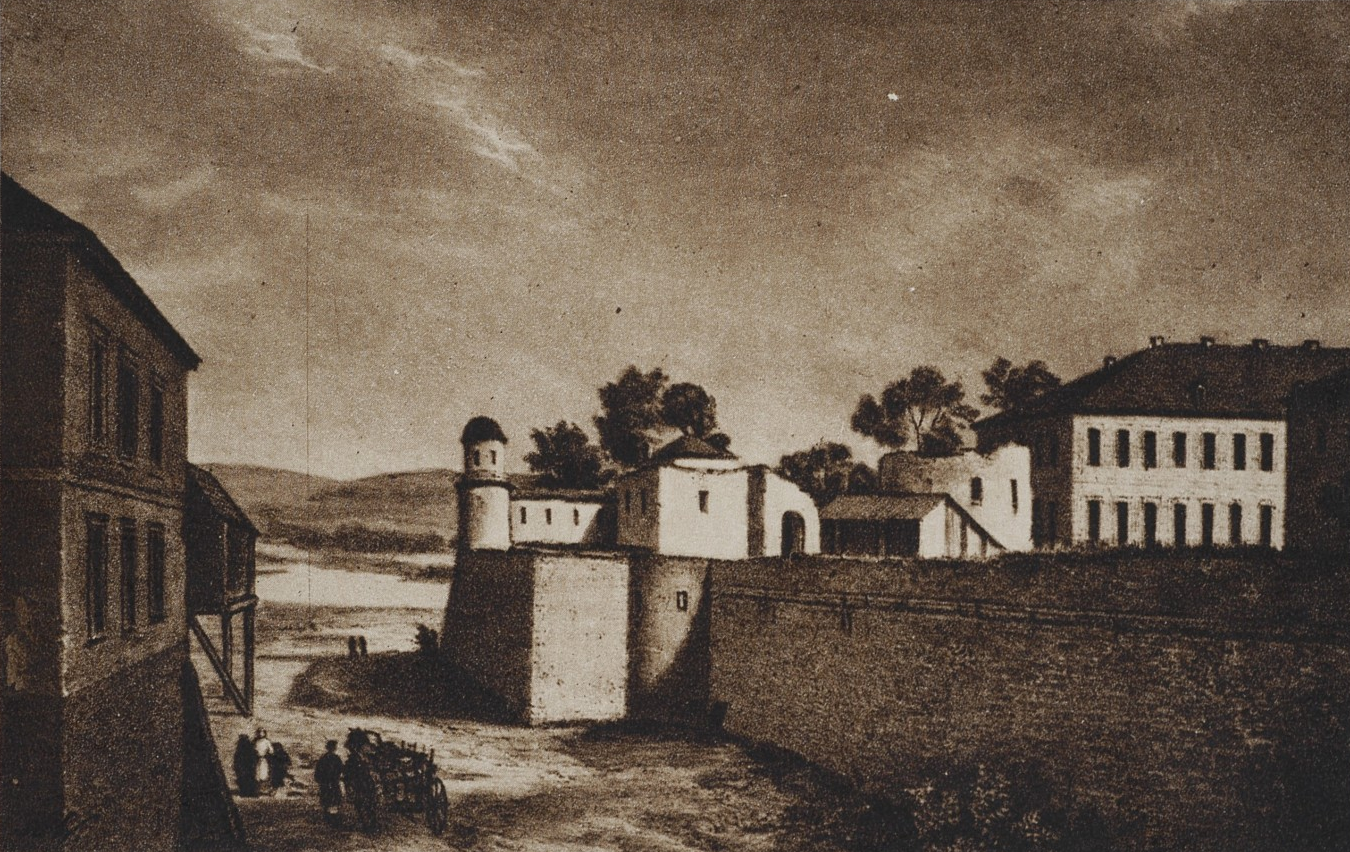
Вигляд на Дубенського замку

- Януш Олександр Санґушко опинився на першому місці в четвірці п'яниць Речі Посполитої і Литви, змальованої в «Описі звичаїв за панування Августа ІІІ» його сучасником мемуаристом Андрієм Китовичем. У розділі «Про шляхецький стан», в частині «Про найславніших пияків», Китович пише: «Серед усіх пияків(…). Найпершим був князь Януш Олександр Санґушко, острозький ординат, маршалок надвірний литовський; про пияцтво описано вище, не буду повторюватися, додам лишень що його пияцтво не мало нічого дикого, сама веселість панувала над його дебошами, сам не знав міри, тільки пив щиро, мало звертаючи на інших уваги. Компанії тоді збиралися в нього великі — завжди його розважали. Мав таку важку голову до пиття, що коли напивався так, що не міг встояти на ногах, казав запрягти його до карети, в такий спосіб протягнувши її кілька стаєнь, повертався таким тверезим, ніби нічого й не пив, й пив знову з тим, хто складав йому компанію»[12].

- У Тарнівському окружному музеї зберігається скляний кубок, висотою 30 см, з вигравіюваним гаслом «Серця вірних» (лат. Corda Fidelium). Кубок перехідного типу, тобто такий що передавався за столом з рук в руки, прийнято пов'язувати з ім'ям Януша Олександра Санґушка[13].

- Януш Олександр Санґушко полюбляв гарматну стрілянину, відтак драгуни ординацької залоги розташованої в Дубенському замку одягалися в ошатні однострої бо завжди були перед князівськими очима. Натомість піхота Острозької ординації амуніції практично не мала, солдати ходили в селянських чоботах, кожухах і свитах, особливо на віддалених постах. Для варти на валах і біля в'їзної брами підбирали найкращі мундири, які позичали один одному[6].

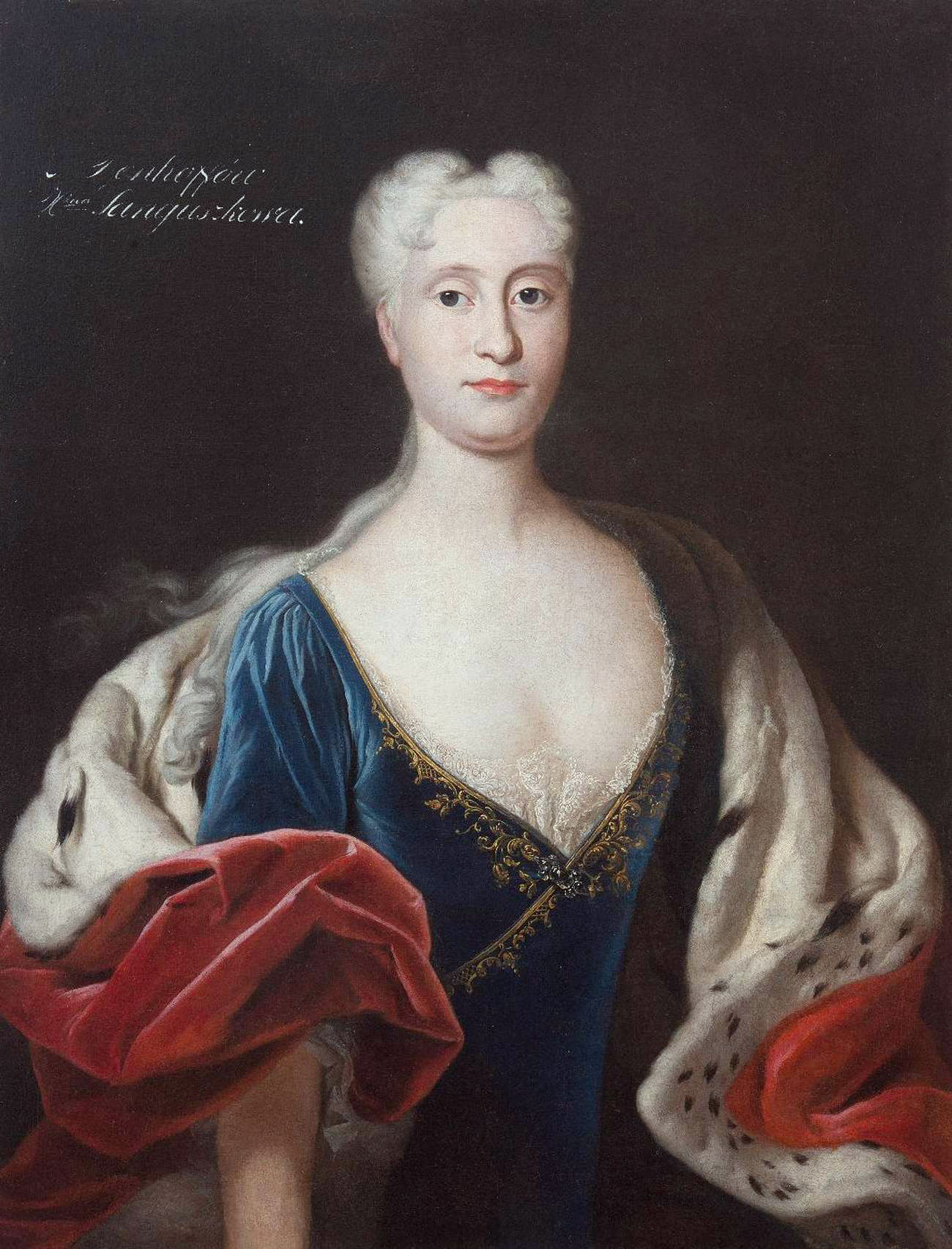
Констанція Санґушкова (Денгоф).

- Князь Санґушко не любив жінок (хоч і був одружений з Констанцією Денгоф, дітей не мав). Під час боротьби за маєтності Острозької ординації поширилися чутки, що Януш Олександр гей, відтак саме своїм коханцям вділяє найбільші шматки.

- Скандал довкола поділу Острозької ординації її останнім власником Янушем Олександром Санґушком відображений у романі Володимира Єшкілєва «Втеча майстра Пінзеля». Нібито староста канівський Микола Василь Потоцький, відомий покровитель скульптора Пінзеля, поклявся перед мальтійським кавалером Анцо Фіаделлі, що тієї пори мешкав на дворі старости в Бучачі, будь-що відстоювати права Мальтійського командорства на заповідані землі[14].

## Вшанування пам'яті
9 листопада 2023 року Житомирська міська рада перейменувала вулицю Багратіонівську на вулицю Князів Сангушків.
У місті Славута також є вулиця Князів Сангушків.